# Citrus swinglei
Citrus swinglei, thường được gọi là kim quất Mã Lai, là một loài kim quất; một loại quả thuộc chi Citrus, họ Rutaceae. Loài được Burkill cùng Harms mô tả lần đầu tiên vào năm 1931.
Citrus swinglei, có nguồn gốc từ bán đảo Mã Lai, nơi chúng được gọi là "chanh hàng rào" (limau pagar), có nhiễm sắc thể loại E. Quả có vỏ mỏng, lớn hơn so với bất kỳ loại kim quất nào khác.

## Đồng nghĩa
- Atalantia polyandra
- Citrus polyandra
- Fortunella polyandra
- Fortunella swinglei